# 錦織聡
錦織 聡（にしこおり さとし、1983年9月20日- ）は、日本の俳優。大阪府出身。

## 出演

### テレビ
2006年
- フジテレビ「働きマン」

2008年
- テレビ東京「サラリーマン金太郎」
- 日本テレビ「ごくせん」第1話

2009年
- TBS「MR.BRAIN」
- NHK「タイムスクープハンタースペシャル 幕末決死行!〜江戸牢獄 限界長屋の実態〜」

2010年
- フジテレビ「コード・ブルー -ドクターヘリ緊急救命- 2nd season」
- TBS「BLOODY　MONDAY」

2011年
- 日本テレビ「華和家の四姉妹」
- TBS「南極大陸」
- テレビ朝日「11人もいる」第1話・第2話・最終話 - ゲイ 役

2012年
- 日本テレビ「仮面ティーチャー」第11話
- フジテレビ「ストロベリーナイト」
- 東海テレビ「鈴子の恋」

2013年
- TBS「大久保じゃあナイト」

2014年
- 日本テレビ「ビンタ!〜弁護士事務員ミノワが愛で解決します〜」第1話 - 屈強な男 役
- NHK「ためしてガッテン」 - 心室君 役
- 読売テレビ「 トクボウ 警察庁特殊防犯課第8話・第9話 - 警備員 役
- テレビ東京「牙狼〈GARO〉-魔戒ノ花-」大工 - 役
- テレビ東京「マトリの女 厚生労働省 麻薬取締官」 - 売人 役

2015年
- 日本テレビ「HiGH&LOW〜THE STORY OF S.W.O.R.D.〜 Season1」第5話〜第8話 - 九龍グループ家村会構成員、見張り 役
- TBS「ヤメゴク〜ヤクザやめて頂きます〜」第9話 - 浅間組構成員 役
- TBSスペシャルドラマ「図書館戦争 -BOOK OF MEMORIES-」
- テレビ東京「永遠の0」上官 役

2016年
- 日本テレビ「HiGH&LOW〜THE STORY OF S.W.O.R.D.〜 Season2」（監督：山口雄大）第9話 - 九龍グループ家村会構成員役
- 日本テレビ「ドラマちっくニュース」
- テレビ朝日「スペシャリスト」 - 犯人 役
- NHK Eテレ「先人たちの底力 知恵泉」 - 黒田長政 役

2017年
- BSスカパー!「バウンサー」 - 東京フィスト社員：亀岡 役
- テレビ東京「コードネームミラージュ」 - K-13隊員 役

2022年
- テレビ神奈川 「ねこ物件」 - 白虎 役

### 映画
2008年
- ひゃくはち（監督：森義隆）

2009年
- Wednesday〜アナザーワールド（監督：東真司） - 秋葉光利 役

2010年
- 十三人の刺客（監督：三池崇史）
- 池袋ヤンキー戦争（監督：城定秀夫）
- イルカの豆（監督：吉川忠雄） - 晃 役

2011年
- キャッチボール×3（監督：近藤玄隆） - 平野泰史 役
- カイジ2 人生奪回ゲーム（監督：佐藤東弥）

2012年
- 麒麟の翼（監督：土井裕泰）

2013年
- 劇場版 ATARU THE FIRST LOVE & THE LAST KILL（監督：木村ひさし） - 警官 役

2014年
- TOKYO TRIBE（監督：園子温） - 門番 役

2015年
- Only 4 you まどろす（監督：藤田容介） - まどろす 役
- リアル鬼ごっこ（監督：園子温）
- 騒音（監督：関根勤） - 過激派地底人 役
- 忍者じゃじゃ丸くん（監督：柴田愛之助） - フィルマーク隊 役

2016年
- Max the movie（監督：山口雄大） - 七輪男子 役
- HiGH&LOW〜THE STORY OF S.W.O.R.D.〜 Season1（監督：久保茂昭） - 九龍グループ上園構成員 役
- HiGH&LOW THE RED RAIN（監督：山口雄大） - 九龍グループ上園構成員役
- HK 変態仮面 アブノーマル・クライシス（監督：福田雄一） - 戦闘員役

2017年
- 22年目の告白 -私が殺人犯です-（監督:入江悠） - カメラマン 役

### Vシネマ
2007年
- 極道の紋章（監修:片岡修二）第11章・第12章

2008年
- 麻雀創世記 打天使ー氷士 復習の闘打（監修:片岡修二） - 松井役
- 喧嘩の極意（監修:OZAWA）
- BLACK MAFIA 絆（監修:金澤克次）
- 極道の食卓2（監修:横山一洋）

2009年
- 若頭誕生（監修:辻裕之）
- ガチバンⅤ 竜虎炎上（監修:西海謙一郎）
- BLACK MAFIA 完結編（監修:金澤克次）

2010年
- 裏盃の軍団 第三部（監修:辻裕之）

2011年
- 検事 持田知香（監修:山鹿孝起）
- 事件 罠にはまる女たち（監修:山鹿孝起） - ヤス 役
- 殺し屋サチ（監修:山鹿孝起）
- テキ屋ガールズ（監修:金沢勇大） - 真島 役

2014年
- 日本やくざ抗争史 絶縁 第一章（監修:渋谷正一）

2021年
- 日本統一48 - 侠和会 徳島 中島組組員 ゴトウダ

### CM
2016年
- トーエネック テレビCM「知ってる?トーエネック」篇
- 武田産業 CHACLE
- マルハン テレビCM「店長演舞」篇、「店長マン」篇、「ヨロコビーム講座」篇

2017年
- hulu
- アクエリアス WEB-CM
- 元気寿司

### VP
- 警視庁「不当要求防止ビデオ」 - 暴力団員 役

### 舞台
2009年
- (音)カッコオト（ウッディシアター中目黒） - ケンイチ 役

2011年
- メルト（日暮里d-倉庫） - 照れ屋 役

2012年
- BODY SLAP（東京タワーフットタウン1F A1ホール）
- HIGH AT TOKYO（東京タワーフットタウン1F A1ホール）
- 龍馬がいっぱい（笹塚ファクトリー） - ヤクザ 役

2013年
- ノットヒーロー（下北沢Geki地下Liberty） - 内藤哲男 役
- 小島よしお的おゆうぎ会　ぴーす〜笑ってはしゃいでジャンケンポン〜（CBGKシブゲキ!!） - チョッコー 役
- ふらちな侍（シアターサンモール） - 熊 役
- 君想ふ、故に我アリ（ワーサルシアター） - 30 役

2014年
- 高松心中〜坊主と花魁の四十九日〜（シアターグリーン BASE THEATER） - 一作 役
- 思春期中年39号 - 伊達聡 役

2015年
- 龍馬がいっぱい（中野ザ・ポケット/沼津市民文化センター大ホール） - 桐原久三 役
- 愚者よ（池袋シアターグリーン Box in Box THEATER） - チンピラ 役

2016年
- 刀が無いっ!（ワーサルシアター） - 藤堂平助 役
- ふらちな侍（野方区民ホール） - アギトの弥七 役
- 真っ向ガール（中野ザ・ポケット） - 五里山諭 役